# Asarum porphyronotum
Asarum porphyronotum är en piprankeväxtart som beskrevs av C.Y. Cheng & C.S. Yang. Asarum porphyronotum ingår i släktet hasselörter, och familjen piprankeväxter. Utöver nominatformen finns också underarten A. p. atrovirens.